# Джахангир
Джахангир (в превод от фарси: Покорител на света) е 4-тият император от династията на Великите моголи, наследил през 1605 г. властта от баща си Акбар Велики и живял в Агра.
Неговото управление е запомнено с религиозна търпимост и поощрения за европейската търговия. От него англичаните получават разрешение да създадат търговска колония през 1611 г. Войните по негово време са неуспешни, като през 1621 г. Персия превзема провинцията Кандахар. Третата му жена Нур Джахан почти го измества като монарх.
Наследен е от Шах Джахан през 1627 г.